# 谢尔勒奈姆
谢尔勒奈姆（法語：Scherlenheim，法語發音：[ʃɛʁlənaim] ⓘ）是法国下莱茵省的一个市镇，属于萨韦尔讷区。

## 地理
谢尔勒奈姆（48°45'52"N, 7°32'5"E）面积2.32 平方千米，位于法国大東部大區下莱茵省，该省份为法国大陆部分最东部的省份，是阿尔萨斯的一部分，今与上莱茵省组成了阿尔萨斯欧洲集体，其南至上莱茵省，西南接孚日省和默尔特-摩泽尔省，西接摩泽尔省，北与德国接壤，东侧沿莱茵河与德国相望。
与谢尔勒奈姆接壤的市镇（或旧市镇、城区）包括：梅尔赛姆、维凯尔桑维尔索桑、奥克费尔登。
谢尔勒奈姆的时区为UTC+01:00、UTC+02:00（夏令时）。

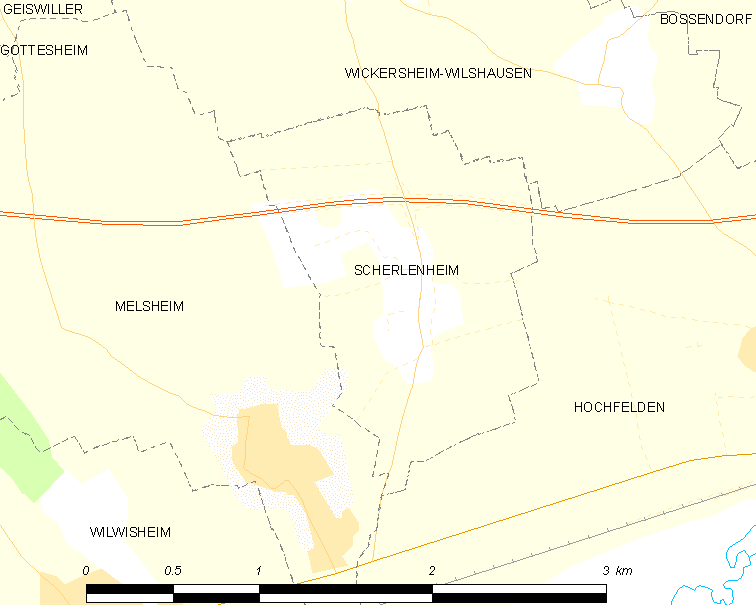
谢尔勒奈姆的OSM定位图

## 行政
谢尔勒奈姆的邮政编码为67270，INSEE市镇编码为67444。

## 政治
谢尔勒奈姆所属的省级选区为布克斯维莱尔县。

## 人口

1962-2008年间谢尔勒奈姆人口变化图示

谢尔勒奈姆于2022年1月1日时的人口数量为114人。